# Sherko Bekas

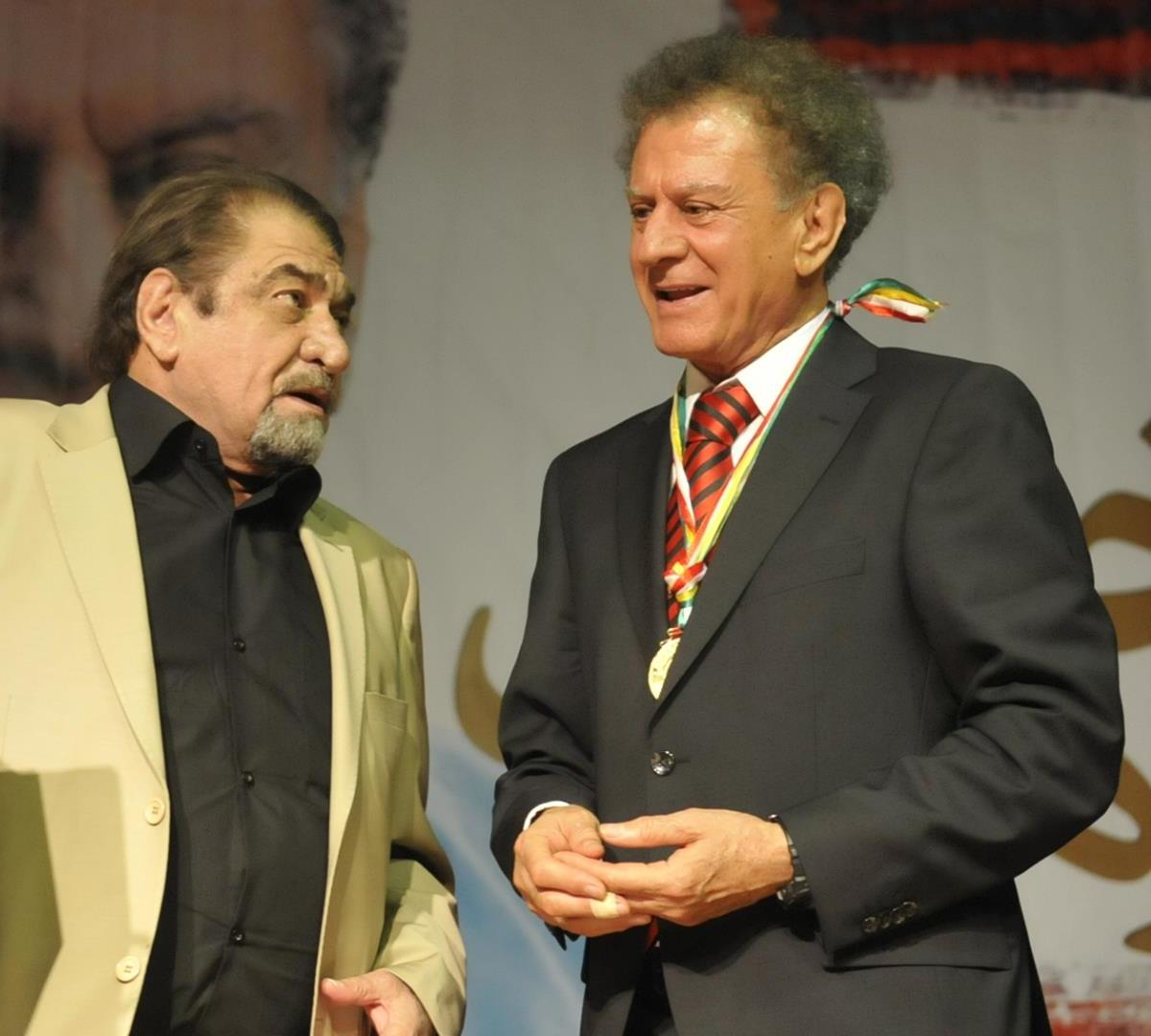
Sherko Bekas und Mazhar Khaleqi

Sherko Bekas (kurdisch Şêrko Bêkes; * 2. Mai 1940 in Sulaimaniyya/Irak; † 4. August 2013 in Stockholm) war ein irakischer Dichter kurdischer Nationalität und Sprache. Er war der Sohn des Dichters Fayak Bekas.

## Leben
Sherko Bekas schloss sich 1965 der kurdischen Bewegung unter Mustafa Barzani an und arbeitete beim kurdischen Radiosender Voice of Kurdistan mit. Er musste den Irak 1986 auf Druck der Regierung verlassen und lebte von 1987 bis 1992 im schwedischen Exil. 1992 kehrte er in den Irak zurück.
Sherko Bekas nimmt einen wichtigen Platz in der gegenwärtigen kurdischen Literatur ein. Er führte 1971 ein neues stilistisches Mittel in die Literatur ein, das sogenannte Rûwange. Dieses Rûwange war ein Bruch mit der traditionellen Poetik. Beispiele dafür finden sich in der Übersetzung von „The Secret Diary of A Rose“ von Reingard und Shirwan Mirza mit Renate Saljoghi. Sherko Bekas führte 1975 das aus dem Feld der Malerei und Skulptur stammende Poster poem ein.
Viele seiner Gedichte sind kurz, aber trotzdem versteht er es, triviale Gegenstände zu mystifizieren. Die Gedichte enden oft in einer überraschenden und manchmal auch schockierenden Klimax. Seine Kritiker nennen diesen Stil As-sahil mumtana'  (Das einfach Unerreichbare).
Seine Werke sind ins Dänische, Italienische, Schwedische und in viele andere Sprachen übersetzt worden. 1987 gewann er den Tucholsky-Preis in Stockholm und im selben Jahr war er ein Anwärter auf den Friedenspreis von Florenz. Er ist Ehrenbürger der Stadt Mailand. Ein dreibändiger Dīwān vereinigt seine gesamten Gedichte.

## Bücher
1. Tirîfey Helbest, Salman al-Azami Publishers, Irak, 1968
2. Kawey Asinger: Dastanêkî honrawayî sar shanoye le no tabloda, Saydiyan Publishers, Mahabad, Iran, 1971
3. Marâyâ saghíra, illustriert von Fuad Ali, 125 Seiten, Al-ahâli Publishers, Damaskus, Syrien, 1988
4. Dall: çîrokî şê'r, Poem, 44 Seiten, Apec Publishers, Schweden, 1989. ISBN 91-87730-03-0
5. Derbendî Pepûle: A Long Poem, 228 Seiten, Apec Publishers, Schweden, 1991
6. Små speglar: dikter 1978-1989, 108 Seiten, Norsborg: Publ. House of Kurdistan, 1989. ISBN 91-87096-05-6
7. Les petits miroirs: poèmes, Französische Übersetzung von Kamal Maarof, Preface by Guillevic, 95 Seiten, L’Harmattan Publishers, Paris, 1995. ISBN 2-7384-2059-1
8. Dîwanî Şêrko Bêkes, Collection of Poems, vol. I, 992 Seiten, Sara Publishers, Stockholm, 1990
9. Dîwanî Şêrko Bêkes, Collection of Poems, vol. II, 843 Seiten, Sara Publishers, Stockholm, 1992
10. Dîwanî Şêrko Bêkes, Collection of Poems, vol. III, 551 Seiten, Apec Publishers, Stockholm, 1995. ISBN 91-87730-74-X
11. Gulbijêrek ji helbestên (Ausgewählte Gedichte), 110 Seiten, Apec Publishers, 1991. ISBN 91-87730-28-6
12. Geheimnisse der Nacht pflücken: Gedichte / aus dem Kurdischen von Reingard und Shirwan Mirza und Renate Saljoghi, 95 Seiten, Unionsverlag Publishers, Zürich, 1993. ISBN 3-293-00187-4
13. Mêrgî zam-, mêrgî hetaw, 182 Seiten, Kurdistans folkförb., Stockholm, 1996. ISBN 91-972467-2-7
14. Xaç û mar û roj-jimêrî şa'êrê, A poetic novel, 374 Seiten, Apec Publishers, Stockholm, 1997. ISBN 91-89014-20-0
15. The secret diary of a rose: A journey through poetic Kurdistan, Translated into English by Reingard and Shirwan Mirza; revised by Luise von Flotow, Ashti Bibani, 1997
16. Bonname: Şê'r. Binkey Edeb û Rûnakbîrî Gelawêj, Sulaimaniyya, Iraqi Kurdistan 1998
17. Çirakanî ser helemût: pexşan, Sardam Publishers, Iraqi Kurdistan, 1999
18. Piyawî la-darsew: Şê'r. Sulaimaniyya, Iraqi Kurdistan, 2000
19. Qesîdey Rengdan, Xak Publishing Center, Sulaimaniyya, Iraqi Kurdistan, 2001
20. Ezmûn: 1985-2000, Edited by Yasin Umar, Sardam Publishers, Sulaimaniyya, Iraqi Kurdistan, 2001
21. Jîn û Baran, Poem. Silêmanî Library, 2001
22. Ji nav Şêrên min. Avesta Publishers, Istanbul, Türkei, 2001. ISBN 975-7112-31-3
23. Xom ew wextey balindem!, 237 Seiten, Sardam Publishers, Sulaimaniyya, Iraqi Kurdistan, 2002
24. Kukuxîtya bizêweke, Kindergedichte, Sardam Publishers, Sulaimaniyya, 2003